# Oblation Run

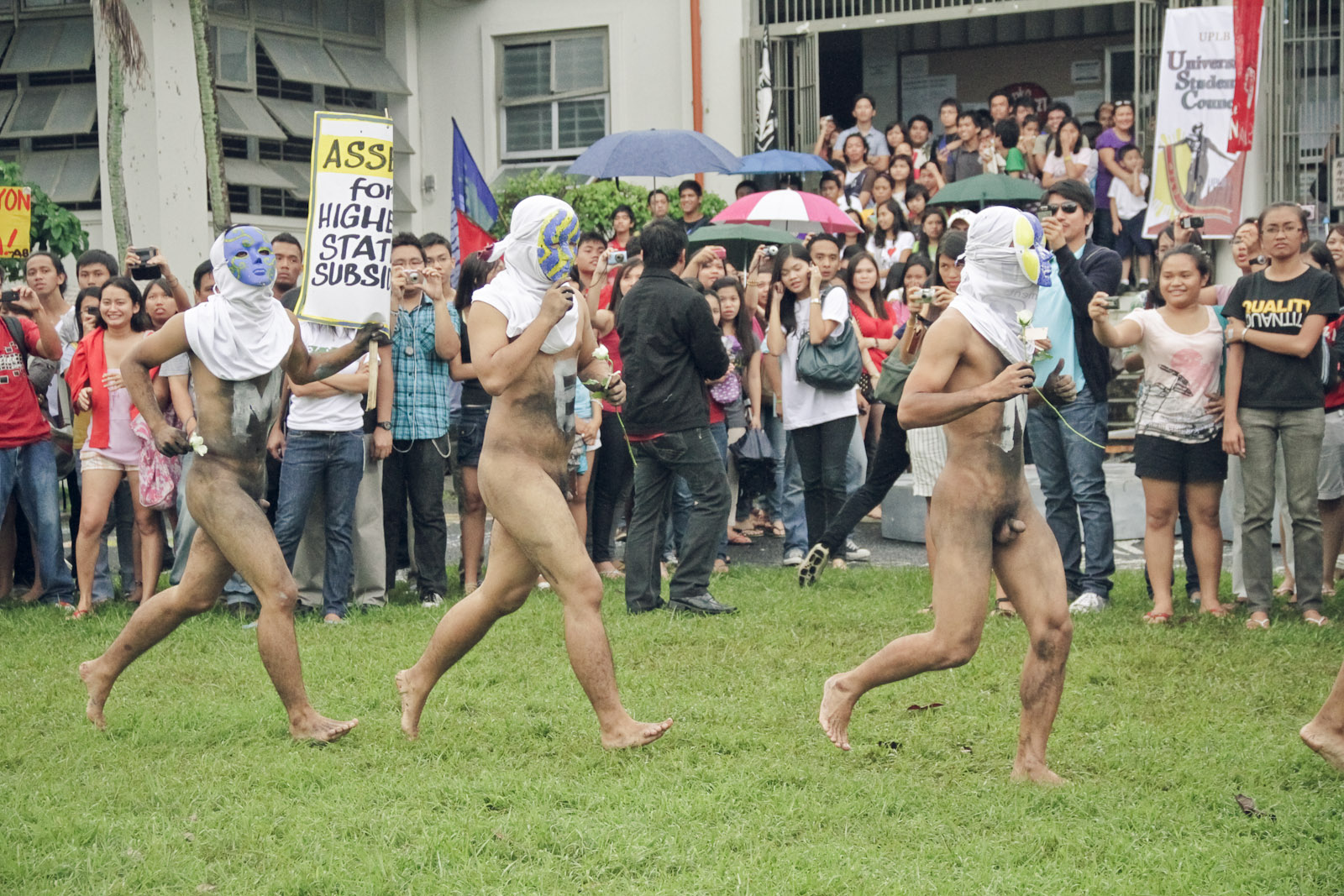
Oblation Run 2010 allUniversity of the Philippines Los Baños

L'Oblation Run (chiamato anche Ritual Dance of the Brave) è un evento annuale che si tiene all'Università delle Filippine nei collegi Alpha Phi Omega (APO) di diversi campus. I corridori sono ragazzi, che per tradizione sfilano nudi in luoghi pubblici con un percorso ben delineato. L'evento fu organizzato per la prima volta nel 1977 all'Università delle Filippine Diliman in onore del Hubad na Bayani (Eroe Nudo in lingua tagalog), un film. Esso trae il suo nome da Oblation, una statua di un uomo nudo che si trova in tutte le università filippine, il quale simboleggia "un'offerta disinteressata di sé al paese". L'evento si svolge solitamente il 16 dicembre, e serve come protesta contro problemi nazionali contemporanee.
I corridori nudi generalmente si coprono il volto con delle maschere, e i genitali con delle foglie, e consegnano rose alle spettatrici.
L'evento è stato aspramente contestato dal senatore Aquilino Pimentel Jr. che lo ha definito una "palese mostra di genitali maschili" e una "sfrenata violazione delle regole di una società decente", e l'ha paragonato a comportamenti esibizionisti vietati dal nuovo Codice penale delle Filippine.